# Midget Wolgast
Joseph Robert LoScalzo znany jako Midget Wolgast (ur. 18 lipca 1910 w Filadelfii, zm. 19 października 1955 w Filadelfii) – amerykański bokser, zawodowy mistrz świata kategorii muszej.
Już jako uczeń często wdawał się w bójki z kolegami, a nawet uderzył nauczyciela, co spowodowało wykluczenie go ze szkoły na sześć tygodni. Po ukończeniu nauki pracował przy układaniu podłóg drewnianych. Aby móc trenować boks, zatrudnił się jako woźny w sali treningowej. Po sześciu miesiącach treningu, w 1925, w wieku 15 lat stoczył pierwszą walkę zawodową. Przybrał przydomek Wolgast od nazwiska Bobby'ego Wolgasta, który był wówczas popularnym pięściarzem w Filadelfii, a Midget odnosiło się do jego niewielkiego wzrostu.
Był znany ze swojej szybkości. 21 maja 1930, gdy miał niespełna 20 lat, stoczył walkę o wakujący tytuł mistrza świata kategorii muszej w wersji NYSAC z Black Billem z Kuby, którą wygrał na punkty. Pojedynek odbył się w Madison Square Garden w Nowym Jorku. 16 maja 1930 w tym samym miejscu Wolgast pokonał w obronie tytułu Williego LaMorte przez techniczny nokaut w 6. rundzie.
26 grudnia 1930 w Madison Square Garden Wolgast stoczył walkę z Frankiem Genaro, który był mistrzem świata wagi muszej organizacji NBA. Stawką były pasy obu organizacji. Walka zakończyła się remisem i obaj bokserzy zachowali swoje tytuły mistrzowskie. Wolgast pokonał w obronie pasa 13 lipca 1931 w Nowym Jorku Ruby'go Bradleya, z którym wygrał wcześniej w tym roku w walce towarzyskiej. Później przez kilka lat staczał tylko pojedynki towarzyskie. 3 maja 1935 w Hollywood spróbował zdobyć tytuł mistrza świata wagi koguciej w wersji stanu Kalifornia, ale przegrał z Lou Salicą, który wcześniej dwukrotnie go pokonał. Później wygrał dwukrotnie z przyszłym mistrzem świata wagi lekkiej Juanem Zuritą, a 16 września 1935 w Oakland stracił tytuł mistrza wagi muszej, gdy pokonał go na punkty Small Montana (z którym Wolgast przegrał wcześniej w tym roku).
Po utracie tytułu Wolgast kontynuował karierę do 1940, ale nie walczył o tytuł. W 1935 wygrał z Montaną i przegrał z Henrym Armstrongiem, w następnym roku uległ przez nokaut w 5. rundzie Juanowi Zuricie, a potem temu samemu zawodnikowi na punkty. Później przeważnie przegrywał pojedynki.
Stoczył w sumie 216 walk, z których wygrał 143, przegrał 37, zremisował 16, a 19 było no decision. Został wybrany w 2001 do Międzynarodowej Bokserskiej Galerii Sławy.